# It's the End of the World as We Know It (And I Feel Fine)
«It's the End of the World as We Know It (And I Feel Fine)» —en español: «Es el fin del mundo tal como lo conocemos (y me siento bien)»— es una canción de la banda de rock estadounidense R.E.M., que apareció por primera vez en su álbum Document de 1987. Fue lanzado como el segundo sencillo del álbum en noviembre de 1987, alcanzando el puesto 69 en el Billboard Hot 100 de EE. UU. y luego alcanzando el puesto 39 en la UK Singles Chart en su relanzamiento en diciembre de 1991.

## Letras
La pista es conocida por su veloz perorata aparentemente de flujo de conciencia con muchas referencias diversas, como un cuarteto de personas con las iniciales «L.B.»: Leonard Bernstein, Leonid Brézhnev, Lenny Bruce y Lester Bangs. En una entrevista de la década de 1990 con la revista Musician, el cantante principal de R.E.M., Michael Stipe, afirmó que las referencias de «L.B.» provienen de un sueño que tuvo en el que se encontraba en una fiesta rodeado de personas famosas que compartían esas iniciales. «Las palabras vienen de todas partes», explicó Stipe a Q Magazine en 1992. «Soy extremadamente consciente de todo lo que me rodea, ya sea que esté dormido, despierto, en un estado de sueño o simplemente en la vida cotidiana, de modo que terminó en la canción junto con muchas cosas que había visto cuando cambiaba los canales de televisión. Es una colección de flujos de conciencia».
La canción se originó a partir de una canción inédita llamada «PSA» («Public Service Announcement»); los dos son muy similares en melodía y tempo. «PSA» fue posteriormente reelaborado y lanzado como sencillo en 2003, bajo el título «Bad Day». En una entrevista con la revista Guitar World publicada en noviembre de 1996, el guitarrista de R.E.M. Peter Buck estuvo de acuerdo en que «End of the World» estaba en la tradición de «Subterranean Homesick Blues» de Bob Dylan.

La canción se incluyó en el memorando de Clear Channel de 2001 sobre canciones que se consideraban «líricamente cuestionables» después de los ataques terroristas del 11 de septiembre.

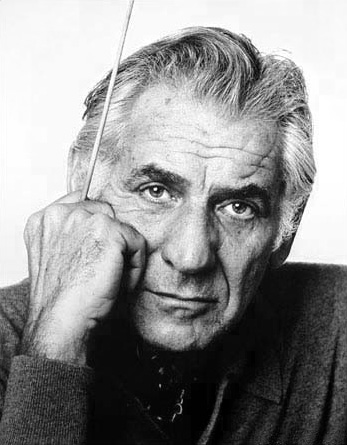
Leonard Bernstein
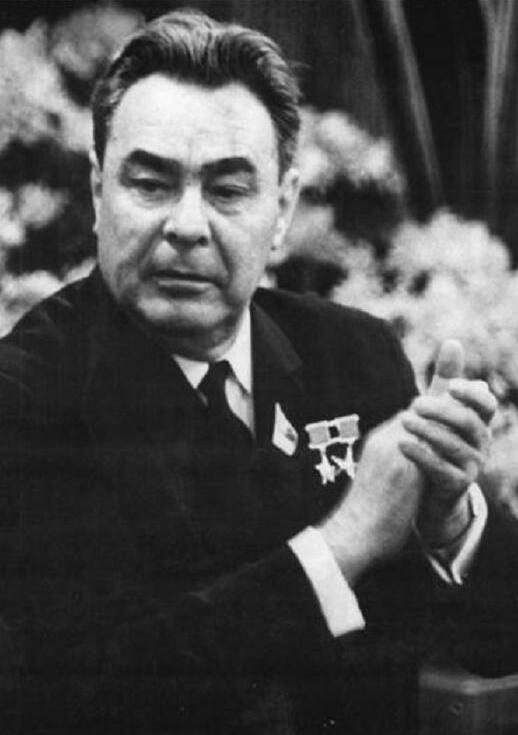
Leonid Brezhnev
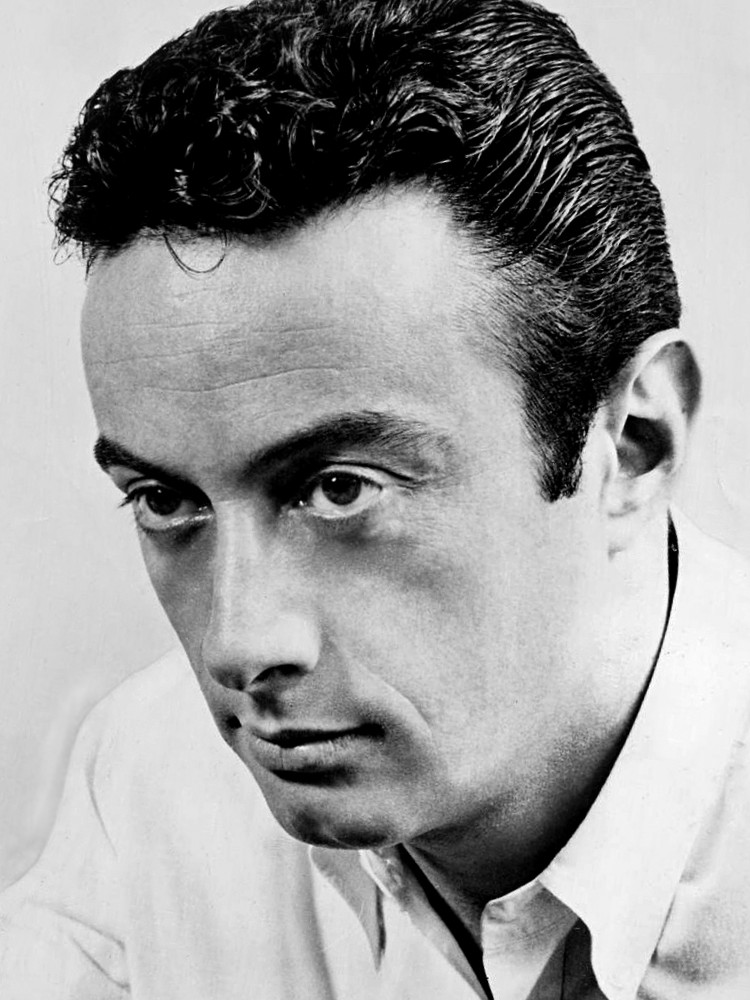
Lenny Bruce

## Actuaciones en vivo
En 1992, la canción se reprodujo repetidamente durante un período de 24 horas (con breves promociones intercaladas) para presentar el nuevo formato de WENZ 107.9 FM «The End», una estación de radio en Cleveland, Ohio. Cuando la estación experimentó un nuevo cambio de formato en 1996, volvieron a reproducir la canción en bucle de 24 horas. Se realizó un documental sobre la estación titulado The End of the World As We Knew It, lanzado en 2009, que presentaba a muchos de los exempleados y deportistas.
La canción apareció en varios videos satíricos en YouTube, en relación con la predicción del pastor radial Harold Camping de Family Radio, de que el mundo se acabaría el 21 de mayo de 2011. Además, ante el supuesto apocalipsis maya del 21 de diciembre de 2012, las ventas para la canción saltó de 3 000 a 19 000 copias de la semana. La estación de radio alternativa CFEX-FM en Calgary, Alberta, Canadá, se atrofió al reproducir la canción todo el día el 21 de diciembre de 2012, intercalada con los segmentos «Conozca a un maya» y «Consejos de supervivencia ante el Apocalipsis».
En medio de la pandemia mundial de COVID-19, la canción recibió un aumento en las descargas y la transmisión en marzo de 2020 junto con otras canciones con temas de apocalipsis y enfermedades. Las descargas en línea de la canción aumentaron un 184 %, mientras que las transmisiones aumentaron un 48 %.

## Video musical
El video musical fue dirigido por James Herbert, quien trabajó con la banda en varios otros videos a fines de la década de 1980. Representa a un patinador adolescente, Noah Ray, en una habitación desordenada de una granja abandonada y medio derrumbada. Mientras hurga en la basura, incluidas varias fotos de la banda y volantes, muestra varios juguetes y artículos a la cámara y juega con un perro que deambula por la casa. Cuando termina el video, se quita la camisa y comienza a realizar trucos de skate mientras aún está dentro de la habitación.

## Lista de canciones

### Lanzamiento inicial
- "7: (R.U.):

1. "It's the End of the World as We Know It (And I Feel Fine)" – 4:04
2. "This One Goes Out" (live acoustic version of "The One I Love") – 4:19

- "7 (US), casete:

1. "It's the End of the World as We Know It (And I Feel Fine)" – 4:04
2. "Last Date" (Floyd Cramer cover) – 2:13

- "12:

1. "It's the End of the World as We Know It (And I Feel Fine)" – 4:04
2. "This One Goes Out" (live acoustic version of "The One I Love") – 4:19
3. "Maps and Legends" (live acoustic)

- "12 Promo:

1. "It's the End of the World as We Know It (And I Feel Fine)" – 4:04
2. "Disturbance at the Heron House (Live from cassette 5.24.87 McCabes Guitar Shop)" – 3:41

### Reedición
- CD: IRS DIRMT 180:

1. "It's the End of the World as We Know It (And I Feel Fine)" – 4:04
2. "Radio Free Europe" – 4:03
3. "The One I Love" (Live Acoustic) – 4:19

- CD: IRS DIRMX 180:

1. "It's the End of the World as We Know It (And I Feel Fine)" – 4:04
2. "Radio Free Europe" (Hib-Tone version) – 3:46
3. "White Tornado" – 1:59
4. "Last Date" – 2:13

- "7: IRS IRM 180; casete: IRS DIRMC 180:

1. "It's the End of the World as We Know It (And I Feel Fine)" – 4:04
2. "Radio Free Europe" – 4:03

## Personal
R.E.M.
- Bill Berry – batería, coros
- Peter Buck – guitarra
- Mike Mills – bajo, piano, coros
- Michael Stipe – voz principal

## Posicionamiento en las listas
| Listas (1987/1991)                  | Posición más alta |
| ----------------------------------- | ----------------- |
| Italy Singles Chart                 | 16                |
| France SNEP                         | 12                |
| Irish Singles Chart                 | 22                |
| UK Singles Chart                    | 39                |
| US Billboard Hot 100                | 69                |
| US Billboard Mainstream Rock Tracks | 16                |

| Lista (2020)                                | Posición más alta |
| ------------------------------------------- | ----------------- |
| US Hot Rock & Alternative Songs (Billboard) | 4                 |
| UK Download (OCC)                           | 46                |

## En la cultura popular
La canción se ha vuelto increíblemente popular y puede ser escuchada en varias películas y programas de televisión:
- Al principio del filme Independence Day con Will Smith.
- Al final del filme Flashback con Kiefer Sutherland y Dennis Hopper.
- En la película de Disney Chicken Little durante la invasión de los extraterrestres.
- En una escena del filme Tommy Boy con Chris Farley.
- En el capítulo Homer the Moe de la serie de TV Los Simpson, en el que los miembros del grupo aparecen como invitados especiales. Homer canta su propia versión de la canción diciendo "Leonard what-his-name, Herman Munster motorcade, Birthday party Cheetos, pogo sticks and lemonade, Symbiotic stupid jerk, that's right Flanders, I am talking about you" (Leonardo cual es su nombre, caravana de Herman Munster, cheetos de fiesta de cumpleaños, palo de saltar y limonada, estúpido idiota, así es Flanders, estoy hablando de ti).
- En Padre de Familia cuando a Peter se le infarta medio cuerpo y coge el coche, pone la radio y suena esta canción, que canta eufóricamente.
- En Futurama (videojuego), cuando están las noticias, Morbo dice "It's the End of the World as We Know It" haciendo referencia a la canción.
- En el episodio de la serie de TV My name is Earl titulado Efecto 2000 aparece de fondo la canción cuando todos creen que el mundo ha sido destruido.
- En el programa radial uruguayo Justicia Infinita es la cortina del segmento Incubadora de indignados, donde se asesora a los oyentes (que están supuestamente indignados con algún asunto banal) a manifestarse masivamente mediante una página de Facebook y un supuesto video de Anonymous.[17]
- En la película Blended (Juntos y revueltos en España) suena un fragmento de la canción en dos momentos.
- En el capítulo 13 de la primera temporada de El joven Sheldon

- También apareció en el tráiler de la Temporada 11 del videojuego Call of Duty: Mobile.